# Tierceville
Tierceville é uma ex-comuna francesa na região administrativa da Normandia, no departamento de Calvados. Estendeu-se por uma área de 2,63 km². Em 2010 a comuna tinha 174 habitantes (densidade: 66,2 hab./km²).
Em 1 de janeiro de 2017 foi fundida com as comunas de Lantheuil e Amblie para a criação da nova comuna de Ponts sur Seulles.